# 배지현
배지현(裵智賢, 1987년 1월 22일 ~ )은 대한민국의 방송인이다.
신장은 173cm이고 2009년 SBS의 《슈퍼 모델 선발 대회》에서 입상을 한 전력이 있으며, 이후 2010년부터 2014년까지 SBS 스포츠 아나운서 활동과 2014년부터 2015년 1월까지 MBC 스포츠플러스 아나운서를 거쳐 2015년 1월을 기하여 프리랜서를 선언, 이후 2018년 1월 5일 신라호텔에서 동갑내기인 메이저리그 투수 류현진과 비공개 결혼식을 올렸고, 소속사는 초록뱀이앤엠이다.

## 학력
- 서강대학교 영어영문학과 학사

## 경력
- 2010년 ~ 2013년 12월 31일 : SBS ESPN/SBS 스포츠 아나운서
- 2014년 ~ 2015년 : MBC 스포츠플러스 아나운서

## 방송
| 연도 | 방송사            | 프로그램           | 진행 기간                         | 비고 |
| ---- | ----------------- | ------------------ | --------------------------------- | ---- |
| 2011 | SBS 스포츠        | 베이스볼 S         | 2011년 4월 4일 ~ 2013년 11월 1일  |      |
| 2012 | SBS 스포츠        | 배지현의 쓰리 번트 | 2012년 1월 10일 ~ 2012년 2월 14일 |      |
| 2014 | MBC 스포츠 플러스 | 베이스볼 투나잇    | 2014년 4월 4일 ~ 2015년 1월       |      |
| 2015 | tvN               | 코미디빅리그       | 2015년 4월 5일 ~ 2016년 9월 18일  |      |

## 수상
- 2009년 : 제18회 슈퍼모델 선발대회 렉스상

## 가족 관계
- 배우자 : 류현진 (1987년 3월 25일 ~ )
  - 딸 (2020년 5월 17일 ~ )
  - 아들 (2022년 9월 29일 ~ )